# Joe Toye
Joseph D. Toye (Hughestown, Pennsylvania, 1919. március 14. – Reading, Pennsylvania, 1995. szeptember 3.) amerikai katona, törzsőrmester.
A 101. légi szállítású hadosztály 506. ejtőernyős gyalogezred 2. zászlóalj E (Easy) századánál szolgált második világháború idején. 
Toye-t Kirk Acevedo alakította az HBO Band of Brothers minisorozatában.

## Háború előtt
Toye a pennsylvaniai Hughestownban született, Peter és Beatrice Toye gyermekeként, az apja szénbányász volt. Toye otthagyta a szakközépiskolát. A Pearl Harbor elleni támadást követően 1941. december 11-én vonult be a hadseregbe.
Elvégezte az alapkiképzést majd nagyobb fizetésre vágyott, és önként jelentkezett az ejtőernyősökhöz, kiképzése a Toccoa-i kiképzőtáborban volt, az Easy század tagja lett.

## A világháborúban
Joe Toye első harci ugrását a D-napjon hajtotta végre, a szövetségesek franciaországi inváziójának részeként. Joe Toye-t "a kemények legkeményebbjeként" ismerték, és a társaság egyik legelismertebb katonája volt.
Joe Toye többször megsebesült a háború alatt, összesen négyszer kapta meg a Bíbor Szívet.
Mint sok Easy százados katona, Joe is gyakran hamar visszatért a frontra, miután megsebesült, nem akarta elhagyni a barátait. 
A német tüzérség megsebesítette Hollandiában a sikertelen Market Garden hadművelet során. Harcolt Bastognenál is, ahol 1945. január 3-án elvesztette a jobb lábát. Egyik legjobb barátja, a szintén pennsylvaniai William “Wild Bill” Guarnere mikor látta, hogy Toye megsebesült, segíteni akart neki és biztonságos helyre akarta húzni, de közben ő is elvesztette a jobb lábát.

## A háború után
Joe Toye körülbelül kilenc hónapot töltött kórházakban, végül 1946-ban hazaengedték a New Jersey állambeli Atlantic City-i katonai kórházból. A háború előtti életében szénbányász, öntödei munkás és malommunkás volt, de fél lábbal már nem lehetett ilyen munkát végezni. Fúrócsiszolóként ment nyugdíjba a Bethlehem Steel-ből, ami a pennsylvaniai Readingben volt.
Kétszer nősült, először 1945. december 15-én Atlantic Cityben lábadozva. Három fia (Pete, Steven, Jonatjan) és egy lánya (Anita), valamint 7 unokája volt.

## Halála
1995-ben, rákban hunyt el a pennsylvaniai Readingben.
Felesége mellett van eltemetve, a Laureldale-ben található Gethsemane temetőben.

## Forrás
- Joe Toye élete. (Hozzáférés: 2023. április 26.)
- Sergeant Joe Toye Archiválva 2023. április 29-i dátummal a Wayback Machine-ben (angolul)

Joe Toye remember. (Hozzáférés: 2023. május 2.)